# Кнорре (род)
Кнорре (нем. von Knorre) — дворянский род, семья учёных.
Потомство Эрнста Кристофа Фридриха Кнорре (нем. Ernst Christoph Friedrich Knorre‎; 1759—1810) — экстраординарного профессора математики и директора (наблюдателя) астрономической обсерватории Дерптского университета.
- Его сын Карл-Фридрих (1801—1883) — астроном Николаевской морской обсерватории.
 У него было двенадцать детей, в том числе:
  - Фёдор Карлович (1831—1911) — архитектор, гражданский инженер
    -  Фёдор Фёдорович (1865—1918) — инженер-мостостроитель
      - Фёдор Фёдорович (1903—1987) — русский советский писатель-прозаик, драматург, сценарист, режиссёр и актёр
      -  Георгий Фёдорович (1891—1962) — российский учёный-инженер, писатель, мемуарист
        - Алексей Георгиевич (1914—1981) — эмбриолог
        - Дмитрий Георгиевич (род. 1926) — химик
        -  Вадим Георгиевич Сабинин-Кнорре (1929—2014) — физик, поэт
          -  Ксения Вадимовна (род. 1953) — пианистка

  - Владимир Карлович (1838—1901) — медик, служил в Российском императорском фолоте
  - Виктор Карлович (1840—1919) — российский астроном
  - Павел Карлович (1842—1908) — учёный-лесовод
  -  Евгений Карлович (1848—1917) — известный русский инженер-строитель.

Определением Правительствующего Сената от 28 Февраля 1868 г. род Кнорре утверждён в потомственном дворянстве.

## Описание герба
В серебряном щите два косвенно накрест положенные суковые чёрные бревна. Глава щита лазуревая, усеянная золотыми о пяти лучах звездами.
На щите дворянский коронованный шлем. Нашлемник: золотой возникающий гриф с червлеными глазами и языком, держащий в правой лапе ветвь травы борец (aconit), с лазуревыми цветками и зелеными листьями. Намёт на щите справа — червлёный c серебром, слева — лазуревый с золотом.